# Roberto Diaz
Roberto Diaz est premier alto de l'Orchestre de Philadelphie et enseigne au Curtis Institute of Music, institution où il a lui-même étudié. Il en est devenu le directeur en 2006 ou 2007.